# 马特·马丁
马特·马丁（英語：Matt Martin，1971年4月30日—），美国前男子冰球运动员，场上位置是后卫。他曾代表美国国家队参加1994年冬季奥林匹克运动会冰球比赛，获得第八名。